# Джон Грірсон
Джон Грірсон (26 квітня 1898 — 19 лютого 1972) був піонером шотландської документалістики. Його часто називають батьком британського і канадського документального фільму. У 1926 році, він ввів термін «документальний» в рецензії Роберта Флаерті Моана.

## Раннє життя
Грірсон народився в місті Динстон, біля Дун, Шотландія. Його батько був учителем, а мати — суфражисткою і затятою активісткою робочої партії. З раннього віку, обоє батьків напували свого сина любов'ю до ліберальної політики, гуманістичних ідеалів, і Кальвіністських моральних і релігійних філософій, зокрема поняття про те, що освіта має найважливіше значення для особистої свободи і те, що єдиним способом показати себе гідно в очах Бога була важка праця.
Грірсон поступив в університет Глазго в 1916, але потім був змушений піти на службу на тральщиках в королівський військово-морський флот під час Першої Світової Війни. Він повернувся до навчання в 1919 році, отримавши в 1922 році ступінь магістра англійською мовою та моральної філософії. Він провів більшу частину своєї академічної кар'єри в заплутаних та пристрасних політичних дискусіях на стороні лівих радикалів.
У 1923 році він отримав Рокфеллерську дослідницьку стипендію для навчання в США в університеті Чикаго, а потім в Колумбії і згодом в університеті Вісконсін–Медісон. Метою його досліджень була психологія пропаганди — вплив преси, кіно та інших ЗМІ на формування громадської думки. Джон був особливо зацікавлений в популярністю та впливом «жовтої» (бульварної) преси, а також вплив і роль цих журналів на освіту нових американських громадян з-за кордону.

## Соціальна критика
У своїй рецензії фільму Роберта Флаерті Моана (1926) в Нью-Йорку сонце (8 лютого 1926 року), він писав, що стрічка має «документальне» значення.
У своєму нарисі «перші принципи документального фільму» (1932), Грірсон стверджував, що принципи документального кіно ґрунтуються на потенціалі спостереження за життям, що може бути використане у новому виді мистецтва; що «оригінальний» актор і «оригінальна» сцена краще, ніж їх вигадка, аналоги чи інтерпретації у сучасному світі; і що матеріали «, взяті за основу» можуть бути реальнішими, ніж у вигаданому сценарію.
 У США, він зіткнувся з вираженою тенденцією антидемократичних настроїв і аполітичності. Він прочитав і погодився з припущенням журналіста і політичного філософа Уолтера Ліппмана'книги громадської думки , який звинуватив ерозії демократії, зокрема, на той факт, що політичні та соціальні проблеми сучасного суспільства ускладнює, якщо не неможливо для громадськості, щоб зрозуміти і відповісти на питання, важливі для підтримки демократичного суспільства.
Враховуючи досяжно, спосіб боротьби з цими проблемами був залучати громадян до свого уряду з таким цікавим хвилювання, породжені популярній пресі, які спростили і театралізовані громадськістю. Саме в цей час, що я розробив переконаність у тому, що рух ціни може грати центральну роль у сприянні цьому процесу. (Це було запропоновано [кого?] що деякі досяжно уявлень про соціальну та політичну використовує плівки були під впливом читання Леніна, які пишуть про кіно, як освіта і пропаганда.)

## Фільмографія
Фільмографія як режисера:
- Прохідники (1929; перший скринінг при британському прем'єру фільму «Броненосець Потьомкін»)
- Грантон Траулер (1934)